# Matthias Walter
Matthias Walter (Berlijn, 1975) is een Duits acteur.

## Biografisch
Walter studeerde in 2000 af aan de toneelschool Ernst Busch in Berlijn. Hij debuteerde op het witte doek in 1998 in de film Nachtgestalten. Hij speelde meerdere theaterrollen bij onder andere het Berliner Ensemble en Staatsschauspiel Dresden en is daarnaast te zien in diverse filmproducties en televisieseries als Pharrer Braun en Danni Lowinski. Hij werd genomineerd voor de Preis der deutschen Filmkritik en diverse publieksprijzen voor Das heimliche geräusch (2009) en de Förderpreis Deutscher Film voor zijn rol in Entzauberungen op het Filmfestival van München (2010).

## Filmografie (selectie)

### Bioscoop
- 1998: Nachtgestalten
- 2004: Sommer vorm Balkon
- 2008: Entzauberungen
- 2009: Whisky mit Wodka
- 2010: Henri 4
- 2020: Die Känguru-Chroniken

### Televisie
- 1997: Raus aus der Haut
- 2002: Eine außergewöhnliche Affäre
- 2003: Stubbe – Von Fall zu Fall: Opfer im Zwielicht
- 2003: In aller Freundschaft - Sehnsüchte
- 2003–2004: Großstadtrevier
- 2005: Pfarrer Braun - Adel vernichtet
- 2006: Stubbe – Von Fall zu Fall (1 aflevering)
- 2006: Alles außer Sex
- 2006: Die Unbeugsamen
- 2006: Stubbe – Von Fall zu Fall: Verhängnisvolle Freundschaft
- 2007: Moppel-Ich
- 2008: Danni Lowinski - Nebenwirkungen
- 2010: Der Bergdoktor - Zweikämpfe
- 2011: SOKO Leipzig  - Der Fall Gojko Mitic
- 2013: Jedes Jahr im Juni
- 2021: Krauses Zukunft
- 2021: In aller Freundschaft – Die Krankenschwestern - Plötzlich Mama

## Hoorspelen
- 2004: Karin Fossum: Dunkler Schlaf – regie: Götz Naleppa (misdaadhoorspel – DLR)
- 2008: Mario Göpfert: Steppenwind und Adlerflügel (gebaseerd op het kinderboek van Xavier-Laurent Petit) – regie: Christine Nagel (kinderhoorspel – DKultur)
- 2009: Oliver Bukowski: In Grund und Boden – regie: Alexander Schuhmacher (hoorspel – SWR)
- 2010: Beate Dölling: Der Hundekönig von Kreuzberg – regie: Klaus-Michael Klingsporn (kinderhoorspel – DKultur)
- 2010: Thilo Reffert: Australien, ich komme – regie: Oliver Sturm (kinderhoorspel – DKultur)
- 2013: Eva Lia Reinegger: Jähnicke schmeckt’s – regie: Stefanie Lazai (misdaadhoorspel – DKultur)
- 2015: Jenny Reinhardt: Der Elch ist schuld – regie: Christine Nagel (kinderhoorspel – DKultur)

- Gemeinsame Normdatei: 142195146
- International Standard Name Identifier: 0000 0003 6976 4781
- Library of Congress Control Number: no2012056612
- Virtual International Authority File: 233974099
- WorldCat: E39PBJqFMmV7dxMJFCCpXqp773